# 기자오
경장헌왕 기자오(敬莊獻王 奇子敖, 1266년 ~ 1328년 3월 3일)는 고려 후기의 무관이다. 본관은 행주(幸州). 원나라에 공녀로 끌려간 막내딸 기씨가 원 혜종의 제2황후인 보현숙성황후 기씨가 되면서 원나라로부터 겸덕승화육경공신(秉德承和毓慶功臣)이 추증(追贈)되었고 영안왕(榮安王)의 왕작(王爵)이 추봉되었으며, 뒤에 경왕(敬王)으로 격상되었다. 시호는 장헌(莊獻)이라 하였다. 고려에서는 첨의정승에 추증되었다. 첨의정승은 고려의 총리격인 종1품 문하시중이 원나라의 압력으로 인한 관제격하 때문에 개칭된 명칭이다. 그의 할머니 임씨는 고려 인종의 왕후 공예왕후 임씨의 종손녀였다.

## 생애
본관은 행주이며, 아버지는 상장군 기관(奇琯)이고, 어머니는 죽산박씨(竹山朴氏)로 전법판서 박휘(朴暉)의 딸이다. 증조부는 문하시랑평장사를 지낸 기윤숙이며 원나라 혜종의 제2황후인  보현숙성황후 기씨의 아버지이다.
기순우의 5대손으로, 증조부 기윤숙은 상장군을 지냈고 시호는 강정공이다. 할아버지 기홍영(奇洪潁)은 좌우위보승낭장을 지내고 사후 증 은청광록대부 상서좌복야에 추증되었다. 기홍영은 고려 인종의 왕후인 공예왕후의 여동생과 혼인하였으며, 기홍영의 장남이자 그의 큰아버지 기온은 고려 고종의 서녀와 혼인하여 부마가 되었다. 아버지 기관의 처음 이름은 장(璋)이었다가 충선왕의 이름과 같다 하여 관으로 개명하였다. 기관은 봉익대부(奉翊大夫) 삼사우사 응양군 상장군(三司右使 鷹揚軍 上將軍)을 지냈는데, 아버지 기관의 시호는 실전되어 미상이다.
어머니는 연흥군부인 박씨(延興郡夫人 朴氏)로 판서 박휘(朴暉)의 딸이며, 조부는 기거랑 박익정(朴益㫌), 증조부는 상서 박현구(朴玄球)이고, 친정어머니는 인천이씨로 시중 경원백(侍中 慶元伯) 문진공(文眞公) 이장용(李藏用)의 딸이다.
그의 어린 시절은 알려진 것이 없다. 그의 행적은 이곡의 기자오묘갈명에 간략하게 전한다. 그는 음보(蔭補)로 관직에 올라 산원(散員)이 된 뒤, 중군편장(中軍偏將)으로 재직 중 1290년 원나라의 반란군 나얀과 카단이 고려로 쳐들어오자 충렬왕과 그 딸 안평공주 등이 강화도로 피신할 때, 근처에서 원나라 반란군을 상대하였다. 이후 다른 벼슬들을 두루 거쳐 승봉랑(承奉郎) 총부산랑(摠部散郞)에 이르렀다. 선주군사(宣州郡使)로 나갔다가 군사로 재직 중 63세로 사망하였다. 그는 성품이 관대하였으며, 청탁을 좋아하지 않았고, 집안의 살림에 관심이 없었다 한다. 1328년 3월 3일에 사망하였다. 가정 이곡(稼亭 李糓)이 행장(行狀)을 쓰고 원나라 한림원 학사 구양현(歐陽玄)이 그의 묘비문을 썼다.
막내딸이 원나라에 공녀로 가서 1333년 혜종의 후궁이 되었다가 1340년 (충혜왕 복위 1)에 제2황후로 봉해졌다. 충혜왕(忠惠王) 때인 1343년 10월 원나라 황제 혜종이 자정원사(資政院使) 고용보(高龍普)등을 보내 그에게 증 병덕승화육경공신(贈 秉德承和毓慶功臣)에 추증하고, 영안왕(榮安王)에 추봉하고, 시호를 장헌(莊獻)이라 하였다. 뒤에 1356년 경왕(敬王)으로 격상되었다. 또한 한림원학사(翰林院學士) 구양현(歐陽玄)에게 칙명(勅命)으로 그의 묘비명(墓碑銘)을 짓게 하여 하사하였다. 현재는 실전되었다.
고려에서는 사후 증 삼중대광 첨의정승 겸 판전리사사 상호군(贈三重大匡 僉議政丞 兼 判典理司事 上護軍)에 추증되었다.
그의 부인은 전서(典書)를 지낸 이행검(李行儉)의 딸 이씨이다. 부인 이씨(李氏)는 영안왕대부인(榮安王大夫人)으로 삼고 그 문을 정표(旌表)하여 정절(貞節)이라 하였으며, 자주 사신을 보내 옷과 술을 하사하였다. 부인 이씨는 후에 삼한국대부인(三韓國大夫人)이 추증되었다.

## 가족 관계
- 증조부 : 기윤숙(奇允肅, ?~1197년 4월 24일), 강정공(康靖公)
- 조부 : 기홍영(奇洪潁)
- 조모 : 군부인 임씨(郡夫人 任氏), 본관은 장흥, 판사재감사 임경순(任景恂)의 딸 혹은 손녀, 임원후의 후손.
- 아버지 : 기관(奇琯)
- 어머니 : 연흥군부인 박씨(延興郡夫人 朴氏), 본관은 죽산.
  - 부인 : 경장헌왕비 이씨(敬莊獻王妃 李氏), 증 삼한국대부인(三韓國大夫人), 본관은 익산, 전서 이행검(李幸儉)의 딸
    - 아들 : 기식(奇軾), 아버지보다 앞서 사망했다.
    - 아들 : 기철(奇轍)
    - 아들 : 기원(奇轅)
    - 아들 : 기주(奇輈)
    - 아들 : 기륜(奇輪)
    - 딸 : 조희충(趙希忠)의 처
    - 딸 : 염돈소(廉敦紹)의 처
    - 딸 : 보현숙성황후 기씨(普顯淑聖皇后 奇氏, 1315~1369)
    - 사위 : 원 혜종(元 惠宗)
      - 외손자 : 원 소종(元 昭宗, 1338~1378 재위:1370~1378)
- 장인 : 이행검(李行儉, 1224년 ~ 1310년)
- 처조부 : 이주(李湊), 상서좌복야